# Jordan Guivin
Jordan Guivin (Lima, Perú, 23 de febrero de 1998) es un futbolista peruano. Juega como mediocentro y su equipo actual es Los Chankas CYC de la Liga 1 del Perú. 

## Trayectoria
Guivin es un jugador formado en las divisiones menores de la Universidad de San Martín, club con el cual salió campeón en la categoría 98 de la Copa Federación 2012, torneo en el que llevó la cinta de capitán.
El 7 de marzo de 2017, debutó profesionalmente con San Martín en la derrota por tres goles ante Ayacucho, ingresando al minuto 70 por Luis Álvarez. En la siguiente temporada, Guivin tomó más protagonismo con el plantel principal acumulando 39 partidos y marcando dos goles. Su primer gol como profesional se dio el 11 de febrero de 2018 en la victoria de visita por 1-2 sobre Comerciantes Unidos.
En el 2021 logra clasificar a la Copa Sudamericana 2022.

## Selección nacional
Ha sido parte de la selección de fútbol de Perú en las categorías sub-15, sub-17 y sub-23. 
Fue pieza clave de Perú en el Campeonato Sudamericano de Fútbol Sub-15 de 2013 desarrollado en Bolivia, que significó el primer título peruano en su historia. En tal edición Guivin marcó un tanto frente a Paraguay y dio el pase gol en la final frente a Colombia.
Con la categoría sub-17 participó en el torneo masculino de fútbol en los Juegos Suramericanos de 2014, competición en la que Perú no pasó la primera fase, quedando en quinto puesto.
En abril de 2019, fue convocado a la selección sub-23 de Perú por Nolberto Solano para el primer microciclo con miras a los Juegos Panamericanos de 2019 y el 27 de junio se anunció su convocatoria en la lista final de 18 convocados para dicho torneo. Fue titular en el mediocampo peruano, donde anotó un gol a Honduras a pesar de la mala campaña de la selección. Tiempo después fue incluido en la lista final para participar en el Torneo Preolímpico Sudamericano Sub-23 de 2020, sin embargo no disputó partidos.

### Participación en Campeonatos Sudamericanos
| Torneo                      | Sede     | Resultado      | Partidos | Goles |
| --------------------------- | -------- | -------------- | -------- | ----- |
| Sudamericano Sub-15 de 2013 | Bolivia  | Campeón        | 6        | 1     |
| Preolímpico Sub-23 de 2020  | Colombia | Fase de grupos | 0        | 0     |

### Participación en Juegos Panamericanos
| Torneo                       | Sede | Resultado     | Partidos | Goles |
| ---------------------------- | ---- | ------------- | -------- | ----- |
| Juegos Panamericanos de 2019 | Perú | Séptimo lugar | 4        | 1     |

## Estadísticas

### Clubes
Actualizado el 10 de noviembre de 2022.
| Club                             | Div.          | Temporada     | Liga  | Liga  | Copas nacionales | Copas nacionales | Copas internacionales | Copas internacionales | Total | Total |
| Club                             | Div.          | Temporada     | Part. | Goles | Part.            | Goles            | Part.                 | Goles                 | Part. | Goles |
| -------------------------------- | ------------- | ------------- | ----- | ----- | ---------------- | ---------------- | --------------------- | --------------------- | ----- | ----- |
| Universidad de San Martín · Perú | 1.ª           | 2017          | 14    | 0     | -                | -                | -                     | -                     | 14    | 0     |
| Universidad de San Martín · Perú | 1.ª           | 2018          | 39    | 2     | -                | -                | -                     | -                     | 39    | 2     |
| Universidad de San Martín · Perú | 1.ª           | 2019          | 31    | 2     | 4                | 0                | -                     | -                     | 35    | 2     |
| Universidad de San Martín · Perú | 1.ª           | 2020          | 25    | 7     | -                | -                | -                     | -                     | 25    | 7     |
| Universidad de San Martín · Perú | Total club    | Total club    | 109   | 11    | 4                | 0                | 0                     | 0                     | 113   | 11    |
| Cienciano Perú                   | 1.ª           | 2021          | 25    | 2     | 1                | 0                | -                     | -                     | 26    | 2     |
| Cienciano Perú                   | Total club    | Total club    | 25    | 2     | 1                | 0                | 0                     | 0                     | 26    | 2     |
| Celaya F. C. Austria             | 2.ª           | 2022          | 17    | 2     | -                | -                | -                     | -                     | 17    | 2     |
| Celaya F. C. Austria             | Total club    | Total club    | 17    | 2     | 0                | 0                | 0                     | 0                     | 17    | 2     |
| Universitario de Deportes Perú   | 1.ª           | 2022          | 16    | 2     | -                | -                | -                     | -                     | 16    | 2     |
| Universitario de Deportes Perú   | 1.ª           | 2023          | 6     | 0     | -                | -                | 0                     | 0                     | 6     | 0     |
| Universitario de Deportes Perú   | Total club    | Total club    | 22    | 2     | 0                | 0                | 0                     | 0                     | 22    | 2     |
| Cusco F. C. · Perú               | 1.ª           | 2023          | 22    | 0     | -                | -                | -                     | -                     | 22    | 0     |
| Cusco F. C. · Perú               | Total club    | Total club    | 22    | 0     | 0                | 0                | 0                     | 0                     | 22    | 0     |
| Total carrera                    | Total carrera | Total carrera | 195   | 17    | 5                | 0                | 0                     | 0                     | 200   | 17    |

## Palmarés

### Títulos nacionales
| Título | Club                      | País | Año  |
| ------ | ------------------------- | ---- | ---- |
| Liga 1 | Universitario de Deportes | Perú | 2023 |

### Campeonatos internacionales
- 1 Campeonato Sudamericano de Fútbol Sub-15: 2013

### Distinciones individuales
- Mejor jugador de la Copa FPF categoría 98: 2013[8]
- Nominado a mejor jugador de la Copa FPF categoría 98: 2014[9]
- Equipo ideal de la fase 2 (Torneo Clausura) de la Liga 1: 2020[10]
- Preseleccionado como volante en el mejor once de la Liga 1 según la SAFAP: 2020[11]